# Sadi-Pety
Œuvres principales
- Inconsolable ! musique de N.-T. Ravera "(1907) par Nicolo Teresio Ravera.
- "Souvenir d'antan" (1900).
- "Le Bilan" (1914).

Charles Pety, plus connu sous les noms de Charles Dunord et surtout Sadi-Pety est un poète, comédien et dramaturge français,, né le 25 février 1860 à Cambrai et mort le 7 juillet 1941 à Paris. 
Il collabora avec de nombreux artistes tels que l'écrivain Henry de Brisay ou l'actrice Renée Sylvaire. L'œuvre du sculpteur Henry Louis Richou (1850-1932) représentant le buste d'honneur à l'effigie de Pety fut d'abord exposée au salon des Champs-Élysées l'année de sa création (1896), puis concédée à la municipalité d'Étampes le 24 janvier 1897 où elle siège depuis lors place Geoffroy Saint-Hilaire. Cette dernière est propriété de la République française et gérée par le Conseil régional d'Ile-De-France.

## Biographie
Pety est le fils de Charles Antoine Alexandre Pety (1821-1882), qui fut brasseur puis journaliste, et de Pauline Joséphine Thérèse Pety (1826-1905). Il épousa Henriette Suzanne Rohdé le 28 juillet 1894 à Paris. Ils eurent trois enfants nommés Suzanne, Pauline et Sadi.
Arrière petite-fille Lisa Bresner-Pety

## Carrière
Il était sociétaire du Théâtre de l'Odéon à Paris et habitait rue Lallier dans le 9e arrondissement. Il fut étudiant au Conservatoire national supérieur d'art dramatique avant d'en devenir l'un des professeurs et enseigna à l'Union française de la jeunesse,. Il rejoint la Société des auteurs, compositeurs et éditeurs de musique (SACEM ou Sacem) le 24 mai 1892 en tant qu'auteur. Il reçoit le Prix Labbé en 1939.